# Penarol Atlético Clube
El Penarol Atlético Clube és un club de futbol brasiler de la ciutat d'Itacoatiara a l'estat d'Amazones.

## Història
El club va ser fundat el 8 d'agost de 1947 per Luiz Calheiros Gama, Marcos Esteves, Sebastião Mestrinho, Simões Sales de Souza, Laureano Seixas i Antônio Gesta Filho. El club guanyà el Campionat amazonense el 2010 i el 2011. Participà en el Campionat Brasiler Série D el 2011.

## Palmarès
- Campionat amazonense:
  - 2010, 2011